# San Miguel, Arizona
San Miguel je naseljeno područje za statističke svrhe u američkoj saveznoj državi Arizona. Prema popisu stanovništva iz 2010. u njemu je živjelo 197 stanovnika.